# Matthias Ruschke
Matthias Ruschke (* 7. November 1982 in Langenfeld) ist ein ehemaliges deutsches Kindermodell und Schauspieler.

## Leben
Seit seinem vierten Lebensjahr war Matthias Ruschke Modell in einer Kinderagentur und wirkte in einigen Werbespots und Fernsehspielen mit. Bekannt wurde Ruschke 1993 durch seine Darstellung des Anton Bohnsack in der ARD-Kinderserie „Der kleine Vampir – Neue Abenteuer“. 1995 sprach er Maxie in „Bobo und die Hasenbande“.
Matthias Ruschke ist das dritte von vier Kindern und studiert an der Bergischen Universität Wuppertal Sozialwissenschaften. Von 2004 bis 2009 saß er für die SPD im Langenfelder Stadtrat.
Daneben arbeitet Ruschke auch an der Heinrich-Heine-Universität in Düsseldorf als studentische Hilfskraft.

## Hörspiele
- 1999: Ken Follett: Die Säulen der Erde (Richard als Junge) – Regie: Leonhard Koppelmann (Hörspiel (9 Teile) – WDR)